# Paul Simonis
Paul Simonis (Leidschendam, 14 februari 1985) is een Nederlands voetbaltrainer. Hij werd in juni 2025 aangesteld als hoofdtrainer bij VfL Wolfsburg.

## Carrière
Simonis werkte vanaf 2005 in de jeugdopleiding van Sparta Rotterdam, waar hij vijftien jaar actief zou zijn. Hierop werd hij door Kees van Wonderen als assistent-trainer meegenomen naar Go Ahead Eagles. Bij die club was hij in beeld om Van Wonderen op te volgen, maar hij besloot als diens assistent mee te gaan naar sc Heerenveen.
Toen Van Wonderens opvolger René Hake in de zomer van 2024 bij Go Ahead Eagles vertrok naar Manchester United, tekende Simonis alsnog een contract als hoofdtrainer bij die club voor de duur van twee jaar. Hij debuteerde als eindverantwoordelijke in de wedstrijd tegen SK Brann in de voorrondes van de UEFA Conference League (0–0). Uit bij Brann werd met 2–1 verloren, waardoor het Europese avontuur van Go Ahead voorbij was. Na nederlagen tegen Fortuna Sittard (0–2) en Willem II (2–0) werd in de derde speelronde van de Eredivisie met 2–0 gewonnen van RKC Waalwijk; hiermee boekte Simonis zijn eerste overwinning. Met Go Ahead Eagles won hij de KNVB Beker in zijn eerste seizoen. In de finale werd na strafschoppen gewonnen van AZ na een initiële 1–1.
Go Ahead Eagles sloot het seizoen 2024/25 af op de zevende plek en door de bekerwinst plaatste de club zich voor de groepsfase van de UEFA Europa League 2025/26. Het contract van Simonis werd in mei 2025 met een jaar verlengd tot medio 2027. Ondanks deze contractverlenging maakte hij in juni 2025 de overstap naar het Duitse VfL Wolfsburg.

## Erelijst
| KNVB Beker | 1 | 2024/25 |